# Доус, Нико
Ни́колас До́ус (англ. Nicolas Daws; род. 22 декабря 2000, Мюнхен) — канадский хоккеист, вратарь клуба НХЛ «Нью-Джерси Девилз».

## Биография

### Клубная карьера
Доус на протяжении трёх сезонов играл в «Гуэлф Шторм», в котором два сезона был запасным вратарём, но он был лидером среди вратарей хоккейной лиги Онтарио. В сезоне 2019/20 стал основным вратарём, но сезон не был доигран из-за пандемии COVID-19. Доус был лидером среди вратарей по общему проценту отражённых бросков и был назван вратарём года.
На драфте НХЛ 2018 года Доус был выбран клубом «Нью-Джерси Девилз» в 3-м раунде под общим 84-м номером. 13 ноября 2020 года подписал однолетний контракт с немецким клубом «Ингольштадт», в котором отыграл один сезон, сыграв за команду 10 матчей.
5 мая 2021 года подписал с «Нью-Джерси Девилз» трёхлетний контракт новичка. Он был переведён в фарм-клуб «Девилз» «Ютика Кометс», в котором продолжил свою карьеру. Дебютировал в НХЛ 21 октября 2021 года в матче против «Баффало Сейбрз»; матч закончился победой «Девилз» в овертайме со счётом 2:1.

### Международная карьера
Доус играл за молодёжную сборной Канады на молодёжном чемпионате мира 2020 года, на котором канадцы стали чемпионами мира. На турнире он сыграл две игры, в том числе и матч со сборной России, которую канадцы проиграли со счётом 6:0.
Доус был включён в состав сборной Канады на чемпионат мира 2024 года На турнире сыграл один матч со сборной Норвегии, который Канада выиграла со счётом 4:1.